# Магирица
Магирица (грч. μαγειρίτσα) је грчка супа од јагњећих изнутрица, повезана са ускршњом традицијом Грчке православне цркве. Сходно томе, Грко-Американци и Грко-Канађани понекад је зову „Ускршња чорба“, „Ускршња недељна супа“ или „Ускршња супа од јагњетине“. У неким деловима Грчке, нарочито у Тесалији, не служи се као супа, већ као фрикасе, где садржи само изнутрице и велику разноликост поврћа, али не и лук или пиринач, као у супи.

## Традиционална употреба
Магирица се једе да би се прекинуо пост грчко-православног Великог поста, 40 дана пре Ускрса. Његова улога и састојци произилазе из повезаности са печеном јагњетином која се традиционално служи на ускршњем оброку; у свом традиционалном облику, магирица се састоји од изнутрица уклоњених из јагњетине пре печења, ароматизираних зачинима и сосовима. Припремљена на Велику суботу, заједно са јагњетом сутрадан, магирица се конзумира одмах након поноћне Божанске литургије.

## Састојци и припрема
Иако традиционална магирица укључује све расположиве јагњеће изнутрице (јагњећа глава и врат) (дају већину укуса супи), заједно са цревима, срцем и јетром, даје пун укус.